# 平野秀朗
平野 秀朗（ひらの ひであき、1967年4月20日 - ）は、大阪を中心に活動する映画評論家（映画推測家）・構成作家・ディレクター。

## 人物・略歴
- 大阪府出身。同志社大学在学中に、ABCラジオの深夜番組「ABCラジオシティ」で学生アルバイト「ADs（エーディーズ）」として放送業界に出入りするようになり卒業後現在に至る、既婚者。
- 彼の自慢は、映画『エイリアン2』を「74回も観た」事である。(2007年の関西学院大学の学園祭で78回に増えていたことが判明）
- 現在、角川書店出版の隔週刊情報誌、『関西ウォーカー』誌上にて、「平野秀朗のめっちゃみたいわあ」から始まる、映画新作プレビューを「銀幕魂」と一新し連載中。情報誌では異例の長期連載記事となっている。
- 鈴木敏夫プロデューサーにスタジオジブリ入社を推薦されたことがある。
- 「スター・ウォーズ エピソード2/クローンの攻撃」でキャンペーンのため来日したジョージ・ルーカス監督へのインタビューの最後で、「May the Force be with you(フォースと共にあらんことを)」と言い残し、監督と堅い握手をしてインタビューを終えている。
- かつてその豊富な恋愛経験から「恋愛マスター」と名乗っていたことがある。
- 「猟奇的な彼女」のチョン・ジヒョンに惚れ込み、インタビューをするため自費で東京へ行ったことがある。
- ABCアシッド映画館主催の梅田ブルク７杮落としイベントの司会担当をしたことがある。

　「ABCアシッド映画館」は'09 7/4をもって（本人曰く、充電期間）いったん、番組を降板することとなった。
- 2010年頃から、MBSラジオで毎日放送の亀井アナと映画紹介番組をしばしば担当。
  - 2010年11月28日：映画『SPACE BATTLESHIP ヤマト』公開直前スペシャル
  - 2011年2月6日：映画『太平洋の奇跡』公開直前スペシャル
  - 2011年5月22日：映画『プリンセス・トヨトミ』公開直前スペシャル
- 別のラジオ番組で、当時公開直前だった映画『北京原人 Who are you?』に触れた際に平野も同席していたことがあり、東映から東映映画の試写招待状が平野に来なくなったというエピソードをその番組のディレクターから暴露されたことがある。同映画に関してはノーコメントを表明することになったが、朝日放送でテレビ放送されたことで再び試写状が来るようになったとのこと。
- 「サイダーハウス・ルール」に感銘を受け、将来起業するときは会社名に「サイダーハウス」とつけたいと願っているが、未だ達成されていない。
- 私的集団「マイケル・ベイ監督作品が好きな人の会」の会員である。
- 平野の映画評論に対し北野誠と竹内義和は「男性との性交渉が未経験である平野の評論は三流である」と理不尽な低い評価を下している。

## 主な仕事

### 出演
- 「ABCアシッド映画館」（ABCラジオ、土曜深夜2：00 - 3：00）
- 「誠のサイキック青年団」（ABCラジオ、日曜深夜1：00 - 2：44）
- 「今日は一日“思い出の映画音楽”三昧〜洋画編〜」NHK-FM 2015年5月

### 制作・構成
- 「宇野ひろみのおはようパートナー」（ABCラジオ）
- 「ABCミュージックパラダイス」（ABCラジオ）
- 「探偵!ナイトスクープ」（ABCテレビ）
- 「映画のアナ」（ABCテレビ）
- 「ALL NIGHT FINAL PSYCHIC CINEMA」 東宝の映画作品『フランケンシュタインの怪獣 サンダ対ガイラ』『日本海大海戦』『ゴジラ』『幻の湖』の4本立てを2004年、南街会館でイベント上映。

### 出版
- 「レッツ!ゲスシネマ」 本人著 1997年11月、プラザ、ISBN 4-87892-134-X
- 「コン哲 サイキッカー外伝 コンプレックス哲学」 （Special Thanks） 青心社、1997年8月、ISBN 4878921285）
- 「コン哲 サイキッカー外伝 コンプレックス哲学 2 （共著） 青心社、2000年8月、ISBN 487892196X）
- 「サイキック10年ファイル」 1988 - 1998 （あとがき）、青心社、1998年8月、ISBN 4878921528
- 「16年目のサイキック読本」（北野誠・竹内義和・平井浩一との共著）2005年8月、青心社、ISBN 4-87892-312-1

## 関連人物
- 板井昭浩
- 北野誠
- 竹内義和
- 鳥居睦子
- 山本正勝
- 岡部まり